# Pfarrhaus Aufkirch (Kaltental)

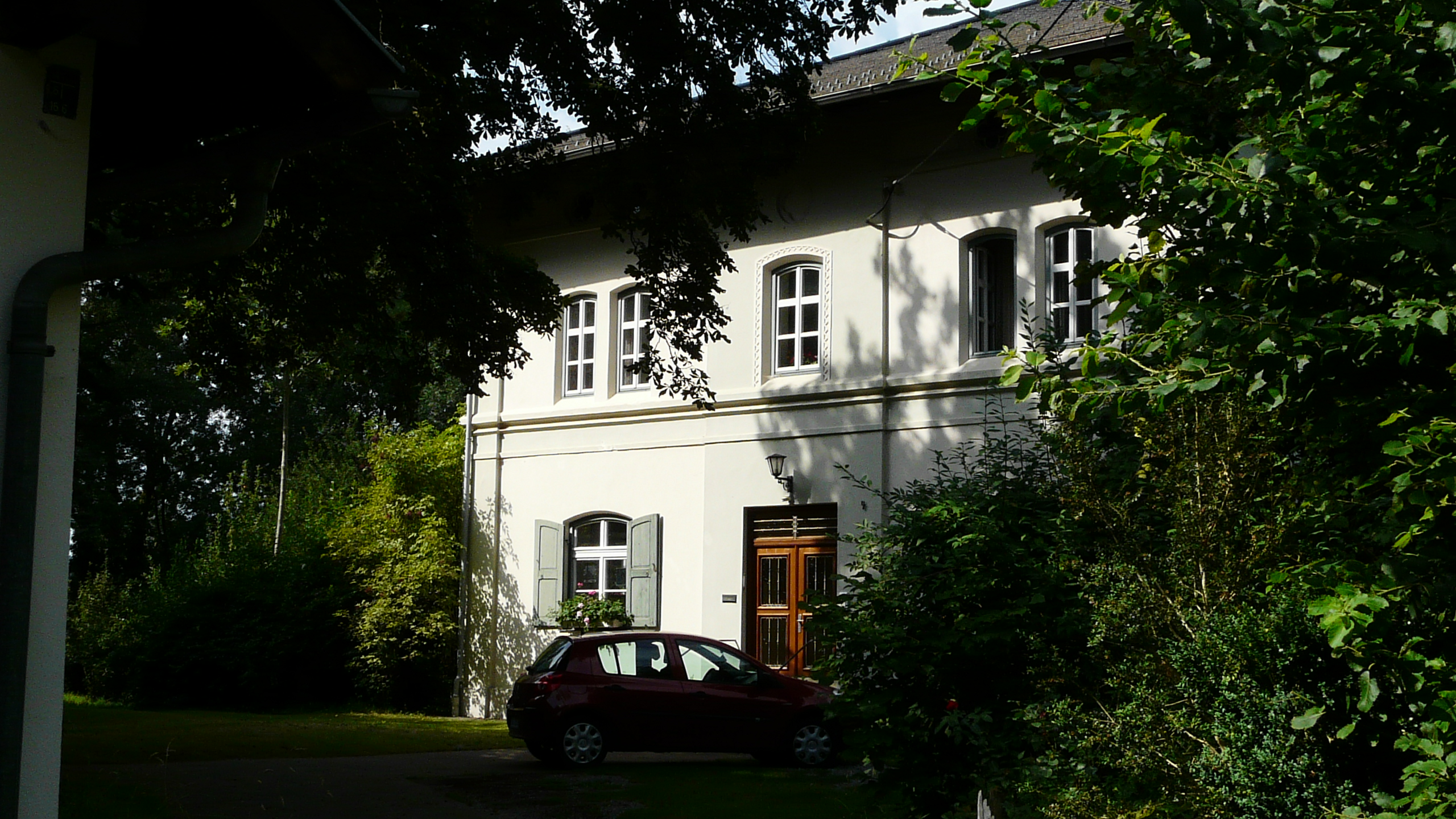
Pfarrhaus in Aufkirch

Das Pfarrhaus in Aufkirch, einem Gemeindeteil von Kaltental im Landkreis Ostallgäu im bayerischen Regierungsbezirk Schwaben, wurde 1859/60 errichtet. Das Pfarrhaus an der Weldener Straße 4, gegenüber der katholischen Pfarrkirche St. Peter und Paul, ist ein geschütztes Baudenkmal.
Der zweigeschossige Bau mit flachem Walmdach und Mezzaningeschoss besitzt fünf zu drei Fensterachsen. Die segmentbogigen Fenster sind sechsteilig gegliedert und besitzen teilweise Holzläden. 